# Máy thu thanh

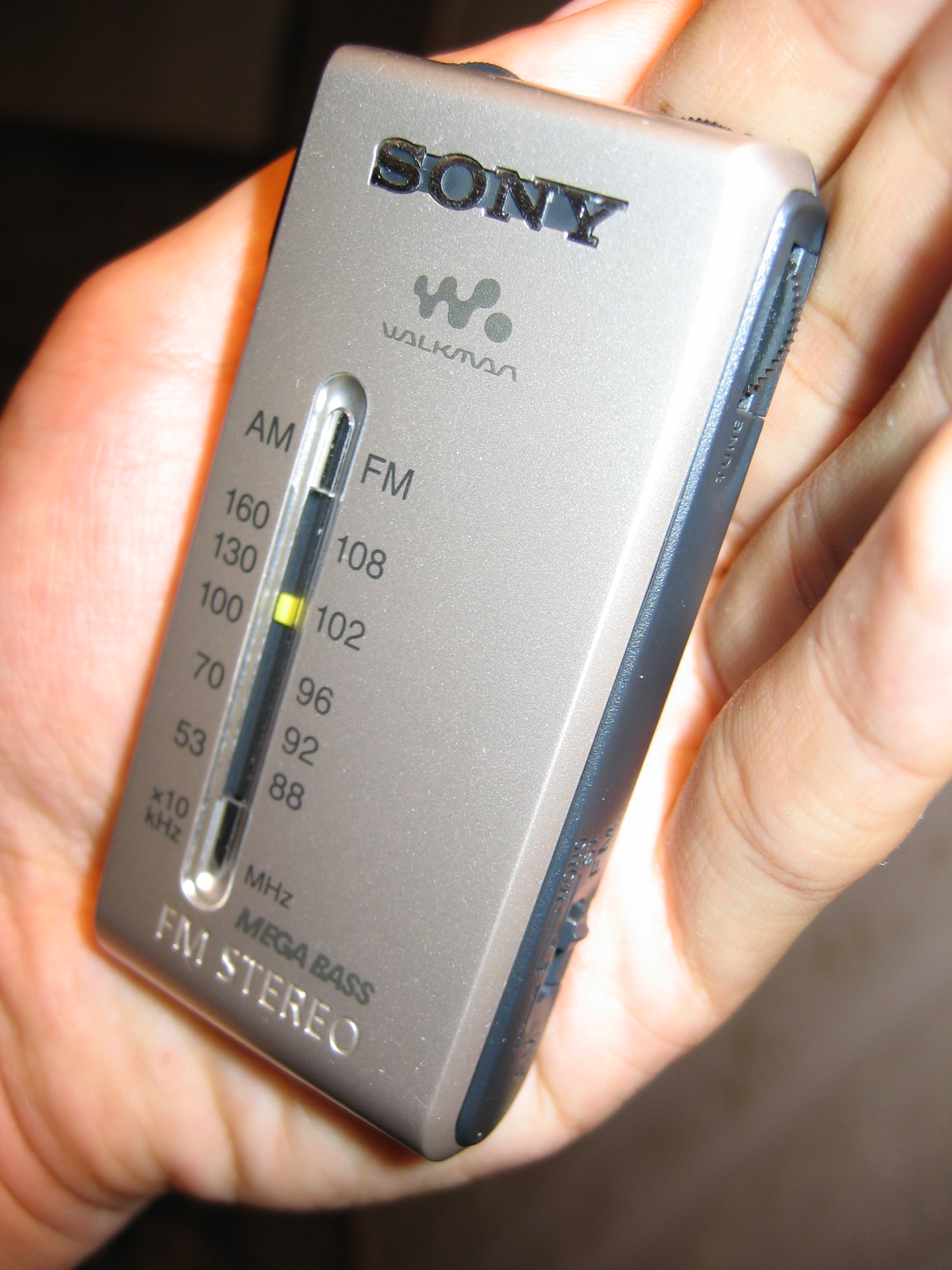
Máy thu sóng AM/FM di động chạy bằng pin, dùng để nghe chương trình phát thanh của các đài phát thanh địa phương.

Trong lĩnh vực thông tin liên lạc vô tuyến, máy thu thanh (tiếng Anh: radio receiver) hay còn gọi là máy radio, máy nghe đài,... một thiết bị điện tử nhận sóng vô tuyến và chuyển đổi thông tin được mang theo chúng thành dạng có thể sử dụng được. Thiết bị này được sử dụng với ăng-ten. Ăng-ten chặn sóng vô tuyến (sóng điện từ tần số vô tuyến) và chuyển đổi chúng thành dòng điện xoay chiều nhỏ được đưa vào máy thu và máy thu sẽ trích xuất thông tin mong muốn.
Máy thu sử dụng bộ lọc điện tử để tách tín hiệu tần số vô tuyến mong muốn khỏi các tín hiệu khác mà ăng-ten thu được, bộ khuếch đại điện tử để tăng công suất tín hiệu để xử lý thêm và cuối cùng khôi phục thông tin mong muốn thông qua giải điều chế.
Máy thu sóng vô tuyến là thành phần thiết yếu của tất cả các hệ thống sử dụng sóng vô tuyến. Thông tin do người nhận tạo ra có thể ở dạng âm thanh, video (truyền hình) hoặc dữ liệu số.
Máy thu thanh có thể là một thiết bị điện tử riêng biệt hoặc một mạch điện tử bên trong một thiết bị khác. Loại máy thu thanh quen thuộc nhất đối với hầu hết mọi người là máy thu thanh phát sóng, tái tạo âm thanh được truyền đi bởi các đài phát thanh, về mặt lịch sử là ứng dụng phát thanh đại chúng đầu tiên. Máy thu phát sóng thường được gọi là "radio".
Tuy nhiên, máy thu thanh được sử dụng rất rộng rãi trong các lĩnh vực công nghệ hiện đại khác, như tivi, điện thoại di động, modem không dây/modem băng thông rộng, đồng hồ điều khiển bằng sóng vô tuyến và các thành phần khác của truyền thông, điều khiển từ xa và hệ thống mạng không dây.

## Máy thu thanh vô tuyến
Hình thức quen thuộc nhất của máy thu thanh là máy thu phát, thường chỉ được gọi là radio, nhận các chương trình âm thanh dành cho việc tiếp nhận công cộng truyền qua các đài phát thanh địa phương. Âm thanh được tái tạo bằng loa trong radio hoặc tai nghe cắm vào jack cắm trên radio.Máy thu thanh yêu cầu điện năng, được cung cấp bằng pin bên trong radio hoặc dây điện cắm vào ổ cắm điện.Tất cả radio đều có điều khiển âm lượng để điều chỉnh độ ồn của âm thanh, và điều chỉnh để chọn đài phát thanh được nhận.

### FMvàAM
Điều chế là quá trình thêm thông tin vào một sóng mang vô tuyến. Trong điều chế biên độ (AM) cường độ hay biên độ của tín hiệu vô tuyến được thay đổi bởi tín hiệu âm thanh. Các dải phát thanh AM là từ 148 đến 283 kHz trong dải sóng dài, và dải sóng trung 526 và 1706 kHz ở dải tần số trung bình (MF) của phổ vô tuyến. Phát sóng AM cũng được thực hiện trong các băng tần sóng ngắn, khoảng từ 2,3 đến 26 MHz.
Trong điều chế tần số (FM), tần số của tín hiệu radio thay đổi một chút theo tín hiệu âm thanh. Phát  sóng FM được cho phép trong các băng tần phát sóng FM giữa khoảng 65 và 108 MHz ở dải tần số rất cao (VHF). Dải tần số chính xác thay đổi ở các quốc gia khác nhau. Các đài "AM / FM" có một chuyển đổi để chọn băng tần nào sẽ nhận được. Đài phát thanh FM stereo phát sóng âm thanh nổi (âm thanh stereo), truyền hai kênh âm thanh cho micrô trái và phải. Bộ thu âm  stereo chứa các mạch bổ sung và các đường dẫn tín hiệu song song để tạo lại hai kênh riêng biệt. Trong khi máy phát và thu thanh stereo AM tồn tại, chúng vẫn không đạt được sự nổi trội như âm thanh nổi FM.